# Kathedraal van Sevilla

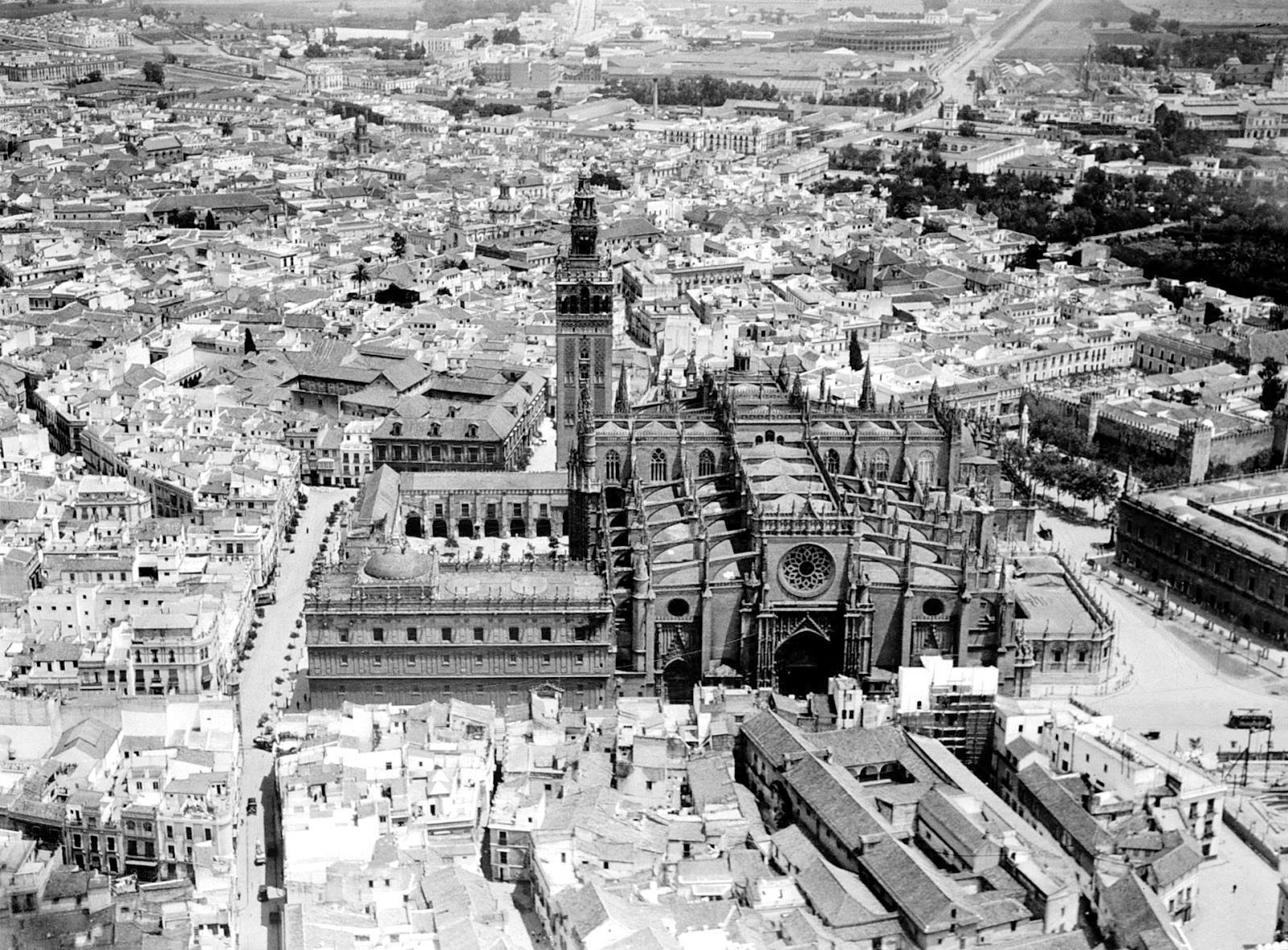
luchtfoto, 1927

De Kathedraal van Sevilla (Catedral de Santa María de la Sede) is een grote gotische kathedraal in de Spaanse stad Sevilla en de hoofdkerk van het aartsbisdom Sevilla. De kathedraal is gebouwd in de vorm van een vijfbeukige kruiskerk met kapellen en is van binnen 127 meter lang, 83 meter breed en 43 meter hoog. Daarmee is het na de Sint-Pietersbasiliek in Rome en de St Paul's Cathedral in Londen het grootste kerkgebouw van Europa en tevens het grootste gotische kerkgebouw ter wereld. De Giralda, de 104,5 meter hoge klokkentoren van de kathedraal, is het waarmerk van de stad Sevilla.
De kathedraal van Sevilla heeft een uitzonderlijk rijke inventaris. Sinds 1987 staat zij op de lijst van Werelderfgoed van de UNESCO.

## Bouwgeschiedenis
De kathedraal is gebouwd op de plaats waar voorheen de Moorse hoofdmoskee van de stad stond. Deze werd in de twaalfde eeuw door de Almohaden gebouwd en deed na de christelijke verovering van Sevilla in 1248 aanvankelijk dienst als kathedraal. In 1401 werd besloten tot de bouw van een gigantische nieuwe kathedraal in gotische stijl. De bouw begon een jaar later aan de westzijde; vanaf 1432 kwam het oostelijke deel tot stand. De bouw werd afgesloten in 1506. Van de oorspronkelijke moskee bleven enkele onderdelen grotendeels gespaard, met name de voorhof (Patio de los naranjos ofwel Sinaasappelhof) met de fraai bewerkte Puerta del Perdón, en de minaret (de tegenwoordige Giralda). Gotische portalen zijn de twee zijportalen in de westgevel en de Puerta de las Campanillas en de Puerta de los Palos aan de oostzijde.
De vieringtoren van de nieuwe kathedraal stortte in 1511 in, waarna deze in zeer bescheiden vorm herbouwd werd. In de loop van de zestiende eeuw werd het bouwwerk uitgebreid met een aantal aanbouwsels in zuivere renaissancestijl. Van 1541 tot 1575 ontstond zo de schitterende Koninklijke Kapel ter plaatse van de apsis, waar de dertiende-eeuwse koningen Ferdinand de Heilige en Alfons de Wijze werden bijgezet. Ten zuiden van de kerk kwamen in die tijd enkele architectonische juweeltjes tot stand, zoals de sacristie (1528-1547) en de kapittelzaal (1558-1592).
In de zeventiende eeuw werd de westelijke arm van de sinaasappelhof vervangen door de Iglesia del Sagrario, een bescheiden kerk in barokstijl. In de negentiende eeuw werden enkele grote, met rijk beeldhouwwerk versierde portalen toegevoegd in neogotische stijl: het hoofdportaal in de westgevel en de portalen van de dwarsarmen. Ook ander beeldhouwwerk werd toegevoegd.
Op 1 augustus 1888 stortte het dak van de kathedraal in bij een aardbeving.

## Giralda
De Giralda werd tussen 1184-1195 gebouwd in opdracht van de Almohaden. Destijds was het de hoogste minaret ter wereld. In plaats van trappen is er een hellende gang die naar de top voert en die per paard bereden kon worden. De toren verloor zijn oorspronkelijke bekroning bij een aardbeving in 1356. De huidige bekroning in renaissancestijl dateert uit 1558-1568 en werd ontworpen door Hernán Ruiz de Jonge. Boven op de toren staat een vier meter hoog bronzen beeld dat het Geloof voorstelt, bijgenaamd de Giraldillo. Het draait mee met de wind en heeft de toren zijn bijnaam gegeven (Giralda = windvaan).

## Interieur
Het interieur van de vijfbeukige kathedraal behoort tot de indrukwekkendste gotische kerkruimten van Spanje, het is bijzonder mooi van lijn en proportie en bezit een grote hoeveelheid kunstwerken.
Van de vijfenzeventig glasschilderingen uit de vijftiende tot twintigste eeuw zijn de oudste in 1478-1483 vervaardigd door Enrique Alemán.
Het koor bevindt zich vrijwel midden in de kerk in de vierde en vijfde travee van het middenschip. Het wordt afgesloten met een mooi hekwerk uit 1519 en bevat een schitterend gotisch koorgestoelte uit 1475-1479. De twee grote orgels aan weerszijden dateren uit de achttiende eeuw.
Iets naar het oosten, in de achtste travee, bevindt zich de Capilla Mayor, eveneens met een groot hekwerk uit 1524-1528. De kapel bevat het imposante hoofdaltaar, een meesterwerk van gotisch houtsnijwerk in Spanje. Het retabel werd in 1481 begonnen door de Vlaamse houtsnijder Peter Dancart en na zijn dood voltooid in 1526; later in de zestiende eeuw werd het nog uitgebreid. In het midden bevindt zich het dertiende-eeuwse beeld van de Virgin de la Sede, omgeven door vierenveertig uit hout gesneden voorstellingen uit het leven van Christus en Maria.
De kathedraal bezit vele altaarstukken van kunstenaars uit de Sevillaanse school; bijzonder interessant zijn de twee schilderijen van de Spaanse kunstschilder Bartolomé Murillo in de doopkapel aan de noordzijde van het schip: Het visioen van de Heilige Antonius uit 1656 en de Doop van Christus uit 1668. Andere werken zijn onder andere van Alonso Cano, Juan de Valdés Leal en Francisco da Herrera de Jonge.
Talrijk zijn de grafmonumenten uit de vijftiende tot de twintigste eeuw, veelal van aartsbisschoppen van Sevilla. De graftombe van aartsbisschop Gonzalo de Mena is een gotisch werkstuk uit albast, die van kardinaal Juan de Cervantes, eveneens uit de vijftiende eeuw, vertoont Vlaamse invloed.
In de zuidelijke dwarsbeuk, bij de Puerta de San Cristóbal, bevindt zich het praalgraf van Christoffel Columbus door Arturo Mélida, dat in 1892 in de kathedraal van Havana gebouwd werd, en na de onafhankelijkheidsverklaring van Cuba in 1898 hiernaartoe werd overgebracht. Het is niet zeker of het monument werkelijk het stoffelijk overschot van Columbus bevat. Meteen in het begin van het middenschip is de grafsteen geplaatst van Hernández Colón, de zoon van Columbus (1539).
In de Andreaskapel aan de zuidzijde bevindt zich een beroemd crucifix van Juan Martínez Montañés. In de Sacristia de los Calices hangen talrijke schilderijen, onder andere De Heilige Justa en Rufina van Goya en werken van Francisco Zurbarán en Jacob Jordaens.
De Sacristia Mayor, toegankelijk via een Antesala, is een prachtig bouwwerk met een fraaie koepel. Het bevat een Kruisafneming van Pieter de Kempeneer (Pedro Campaña) en een aantal stukken uit de rijke kerkschat, waaronder een reusachtige zilveren monstrans uit de zestiende eeuw en de sleutels van Sevilla, die bij de verovering van de stad door de christenen in 1248 zouden zijn overhandigd aan koning Ferdinand de Heilige.

## Galerij

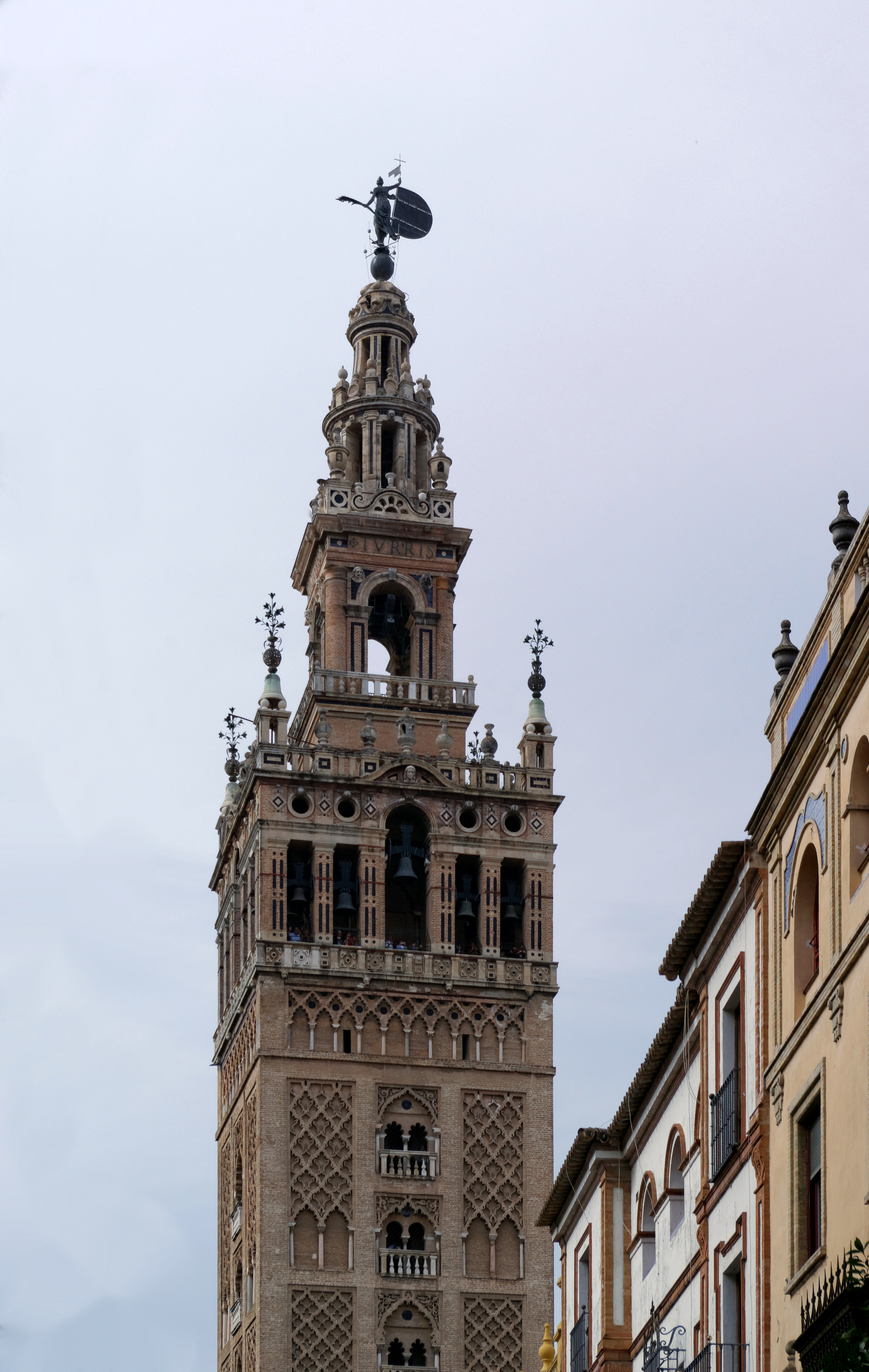
De Giralda
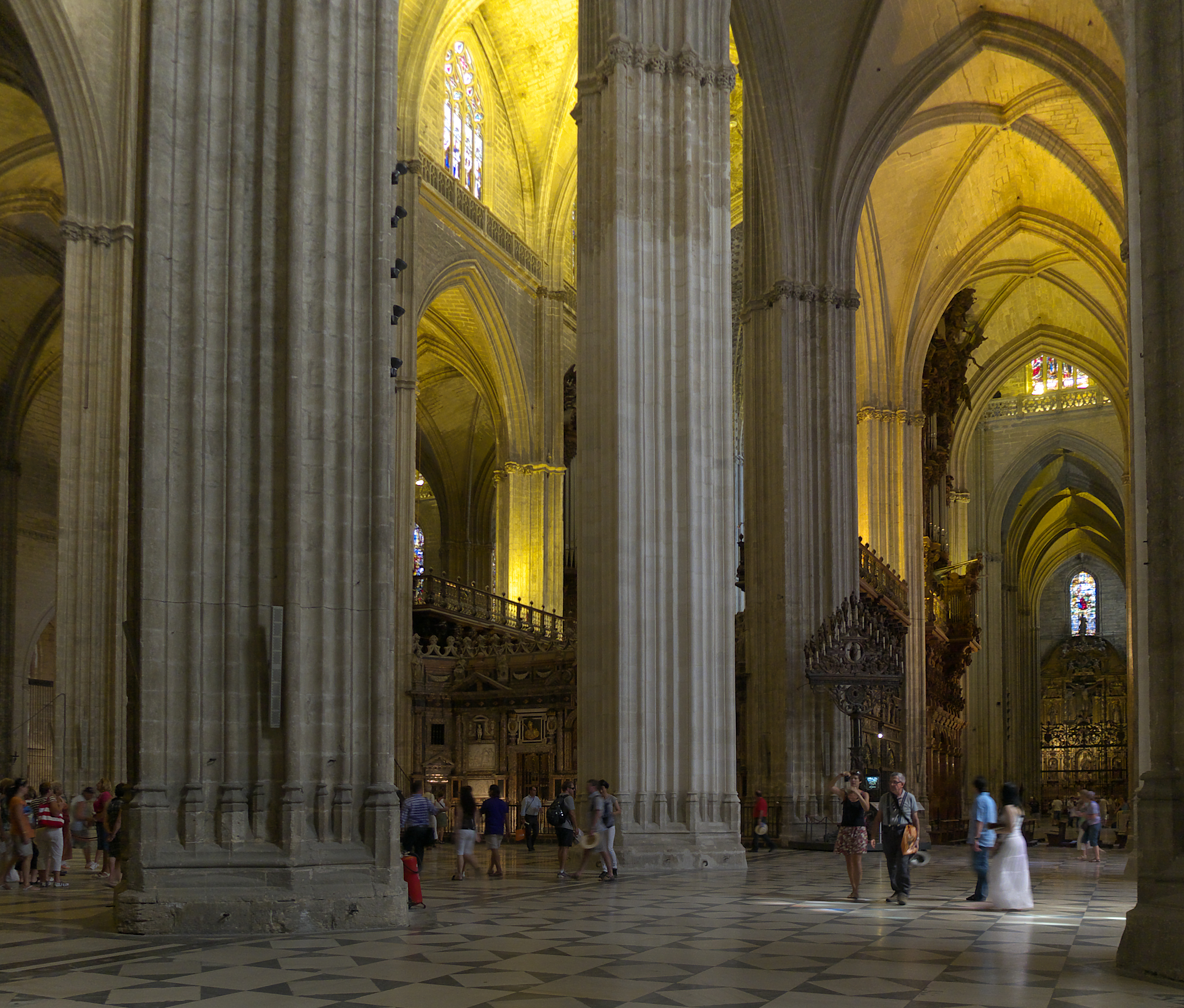
Interieur kathedraal
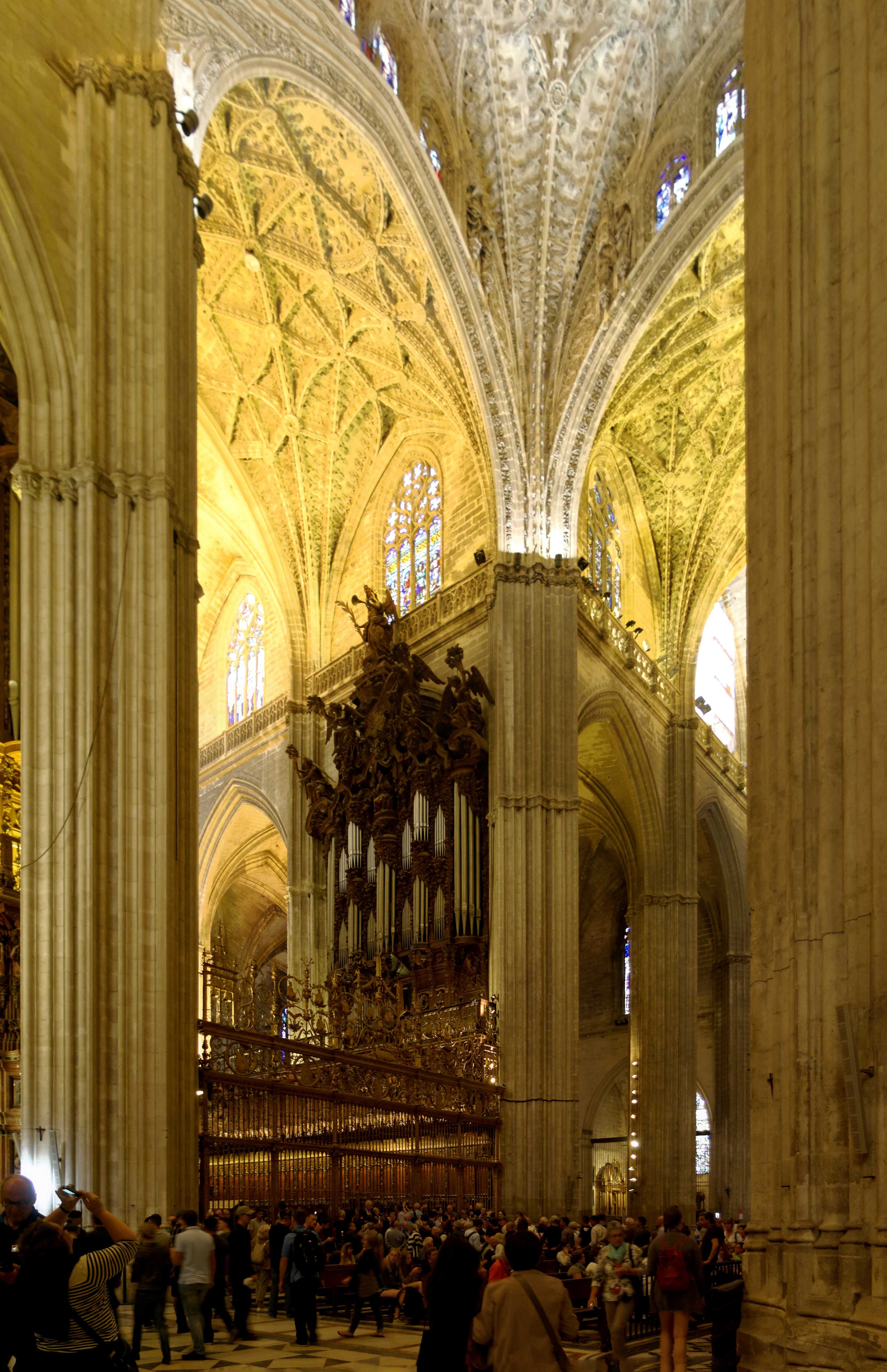
Orgel
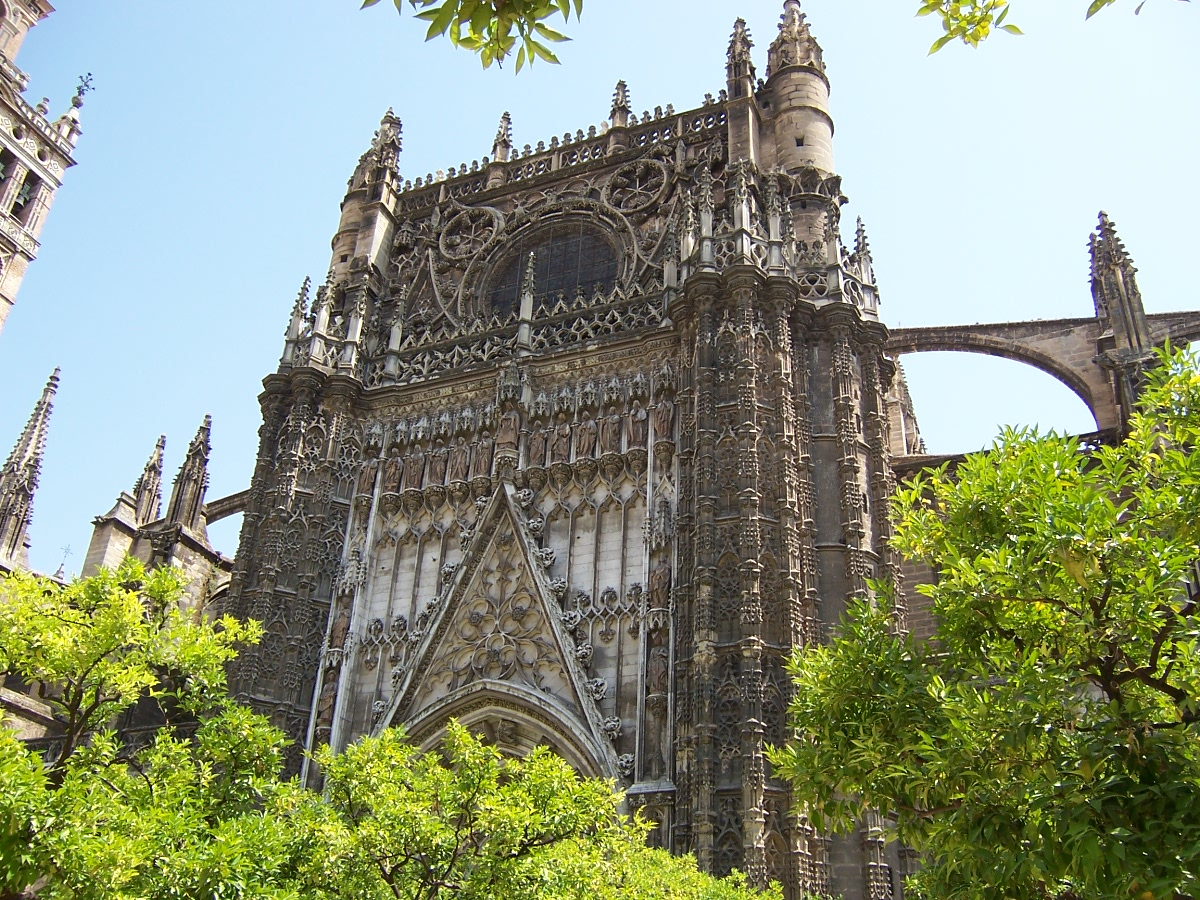
De kathedraal vanuit het Sinaasappelhof
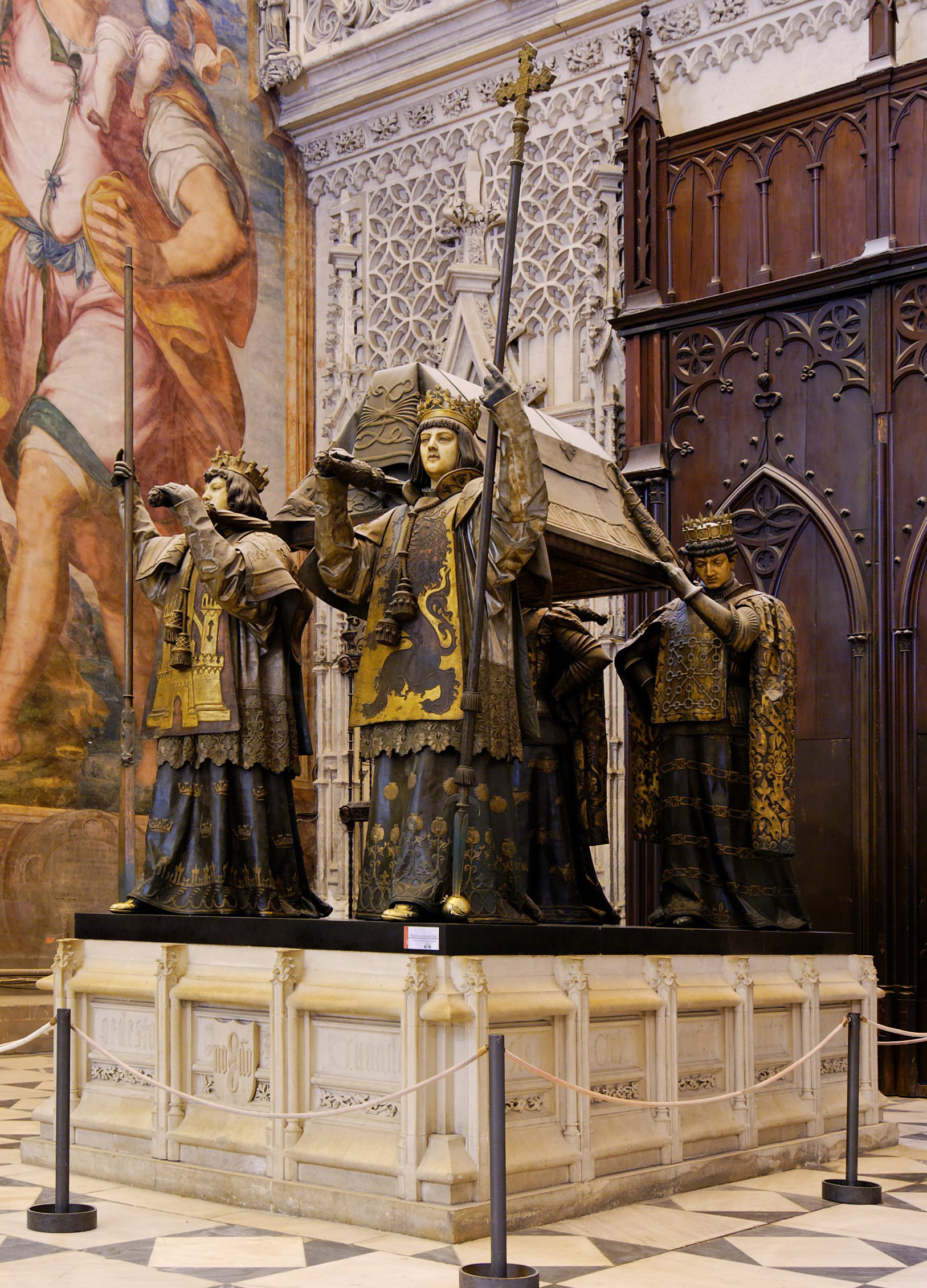
Praalgraf van Christoffel Columbus

Alhambra, Generalife en Albaicín, Granada ·
Kathedraal van Burgos ·
Historisch centrum van Córdoba ·
Klooster en plaats van het Escorial, Madrid ·
Werken van Gaudí ·
Grot van Altamira en de paleolithische grotkunst van Noord-Spanje ·
Monumenten van Oviedo en het koninkrijk Asturië ·
Oude stad Ávila met de Kerken-buiten-de-Muren ·
Oude stad Segovia en aquaduct ·
Santiago de Compostella (oude stad) ·
Nationaal park Garajonay ·
Historische stad Toledo ·
Mudéjararchitectuur van Aragón ·
Oude stad Cáceres ·
Kathedraal, Alcázar en Archivo General de Indias in Sevilla ·
Oude stad Salamanca ·
Klooster van Poblet ·
Archeologisch ensemble van Mérida ·
Pelgrimsroute naar Santiago de Compostella ·
Koninklijk klooster van Santa Maria de Guadalupe ·
Nationaal park Doñana ·
Historische ommuurde stad Cuenca ·
La Lonja de la Seda van Valencia ·
Las Médulas ·
Palau de la Música Catalana en Hospital de Sant Pau, Barcelona ·
Monte Perdido ·
Kloosters van San Millán Yuso en Suso ·
Prehistorische rotskunst in de Coa Vallei en de Siega Verde ·
Rotskunst van het Middellandse Zeebekken op het Iberisch Schiereiland ·
Universiteit en historische parochie van Alcalá de Henares ·
Ibiza, biodiversiteit en cultuur ·
San Cristóbal de La Laguna ·
Archeologisch ensemble van Tarraco ·
Archeologisch Atapuerca ·
Catalaanse romaanse kerken van de Vall de Boí ·
Palmeral van Elche ·
Romeinse muur van Lugo ·
Cultuurlandschap van Aranjuez ·
Monumentale renaissance-ensembles van Úbeda en Baeza ·
Vizcayabrug ·
Oude en voorhistorische beukenbossen van de Karpaten en andere regio's van Europa ·
Nationaal park El Teide ·
Herculestoren ·
Cultuurlandschap van de Serra de Tramuntana ·
Erfgoed van kwik. Almadén en Idrija ·
Dolmens van Antequera ·
Kalifaatstad Medina Azahara ·
Cultuurlandschap van de Risco Caído en de heilige bergen van Gran Canaria  ·
Paseo del Prado en Parque del Buen Retiro, een landschap van kunst en wetenschap
- Biblioteca Nacional de España: XX112087
- Bibliothèque nationale de France: cb12326715s (data)
- Catàleg d'autoritats de noms i títols de Catalunya: 981058594888306706
- Gemeinsame Normdatei: 4416448-8
- International Standard Name Identifier: 0000 0001 0664 2061
- Library of Congress Control Number: n80005067
- MusicBrainz: 7f839ecd-745b-4370-adfa-eef002b83fff
- Nationale Bibliotheek van Tsjechië: kn20090904006
- Nationale Bibliotheek van Israël: 987007259434505171
- Système universitaire de documentation: 032188153
- Virtual International Authority File: 136583210